# Alessandro di Pidna
Alessandro di Pidna, o Alessandro di Macedonia (... – Pidna, 310 circa) è stato un predicatore cristiano, venerato come santo e martire dalla Chiesa cattolica e ortodossa.

## Agiografia
Alessandro svolgeva opera di evangelizzazione a Pidna, vicino a Tessalonica, dove contribuì alla conversione di numerosi pagani. Ciò attirò l'attenzione delle autorità romane e, durante il regno di Massimiano, fu arrestato e torturato affinché abiurasse la sua fede. Alessandro non rinnegò la sua fede e fu decapitato. Forse fu parente di Demetrio di Tessalonica.